# 1443 هـ
1443 هي سنة في التقويم الهجري تمتد مقابلةً في التقويم الميلادي بين سنتي 2021 و2022، ويقابل بدايتها في التقويم الميلادي 9 أغسطس 2021.

## أحداث
- 2 رجب - مقتل أبو إبراهيم الهاشمي القرشي

## وفيات

### صفر
- 10 صفر - عبد العزيز بوتفليقة، الرئيس العاشر للجزائر منذ التكوين والرئيس السابع منذ الاستقلال.
- 14 صفر - محمد حسين طنطاوي، قائد عسكري مصري.
- 15 صفر - عبد القادر بن صالح، سياسي جزائري، ورئيس الجزائر المؤقت من أبريل إلى ديسمبر 2019.

### ربيع الأول
- 8 ربيع الأول - سيف مرزوق الشملان، مؤرخ كويتي.
- 22 ربيع الأول - جميل عواد، ممثل ومخرج أردني.
- 27 ربيع الأول - صباح فخري، مطرب سوري.

### ربيع الآخر
- 13 ربيع الآخر - زهير رمضان، ممثل سوري.
- 17 ربيع الآخر - سهر البابلي، ممثلة مصرية.

### جمادى الأولى
- 11 جمادى الأولى - فايز الطراونة، سياسي أردني.
- 14 جمادى الأولى - محب كاسر، ممثل مصري.
- 25 جمادى الأولى - أحمد دحام، لاعب ومدرب كرة قدم عراقي.
- 30 جمادى الأولى - إبراهيم حجازي، إعلامي مصري.

### جمادى الآخرة
- 2 جمادى الآخرة - صالح اللحيدان، عالم شريعة وداعية وإمام وخطيب سعودي.
- 3 جمادى الآخرة - محمد حلمي، ممثل جزائري.
- 5 جمادى الآخرة - سنان الشبيبي، اقتصادي عراقي.

### رجب
- 1 رجب - طارق حرب، محامي وخبير قانوني وسياسي عراقي.
- 2 رجب - عايدة عبد العزيز، ممثلة مصرية.
- 3 رجب - جلال الشرقاوي، مخرج وممثل مصري.
- 5 رجب - سيد القمني، كاتب علماني مصري.
- 6 رجب - جمال المحيسن، سياسي فلسطيني،
- 15 رجب - سعيد مرعي، قاضٍ مصري.
- 22 رجب - طارق قبطي، ممثل فلسطيني من عرب الداخل.
- 27 رجب - أبو زيد دوردة، سياسي ليبي.

### شعبان
- 4 شعبان - عبد الحميد العبيدي، فقيه عراقي.
- 5 شعبان - غنام الجمهور، سياسي كويتي.
- 11 شعبان - علي بن الحسين الهاشمي، أمير عراقي هاشمي.
- 22 شعبان - أحمد حلاوة، ممثل مصري.

### رمضان
- 10 رمضان - حسب الشيخ جعفر، شاعر عراقي.
- 26 رمضان - فاطمة مظهر، ممثلة مصرية.
- 28 رمضان - عبد الأمير الحمداني، سياسي عراقي.

### شوال
- 3 شوال - جعفر الغريب، ممثل سعودي.
- 12 شوال - خليفة بن زايد آل نهيان، ثاني رؤساء الإمارات العربية المتحدة.
- 22 شوال - أحمد القطان، داعية اسلامي كويتي.

### ذو القعدة
- 6 ذو القعدة - حيدر عبد الرزاق، لاعب كرة قدم عراقي.